# Трубин
Озеро Тру́бин — заплавне озеро, гідрологічна пам'ятка природи (з 1996 р.) загальнодержавного значення в Україні. Розташоване в Борзнянській громаді Ніжинського району Чернігівської області, на лівому березі Десни (басейн Дніпра), біля сіл Гришівка та Ядути.
Оголошене пам'яткою природи Указом Президента України від 20.08.1996 р. № 715/96.
Довжина 7 км, ширина 600 м, площа 0,4 км², пересічна глибина 5—7 м. Улоговина видовженої форми з роздвоєною північною частиною. Береги поросли лісом і чагарниками. Живлення мішане та за рахунок водообміну з Десною під час весняної повені.
Температура води влітку від +19, +20,5 °C на глибині 0,5 м від поверхні, біля дна зменшується до +16, +17,5 °C. Взимку замерзає. Прозорість води до 0,85 м. Дно озера вкрите піщано-мулистими відкладами.
Рослинність представлена прибережно-водними і водними ценозами, з участю таких видів: очерет звичайний, осока гостра, глечики жовті, латаття біле, омег водяний, вех широколистий, щавель земноводний, частуха подорожникова, півники болотні. На окремих ділянках збереглися реліктові види: сальвінія плаваюча, водяний горіх плаваючий, плавун щитолистий, що занесені або були занесені до Червоної книги України.
Водяться карась, окунь, плітка, лин, сом, щука. У прибережних заростях — гніздування погонича, болотних крячків, чибісів, очеретяної вівсянки; є поселення бобрів.
Рибальство, на берегах Трубину — місця відпочинку.

## Галерея

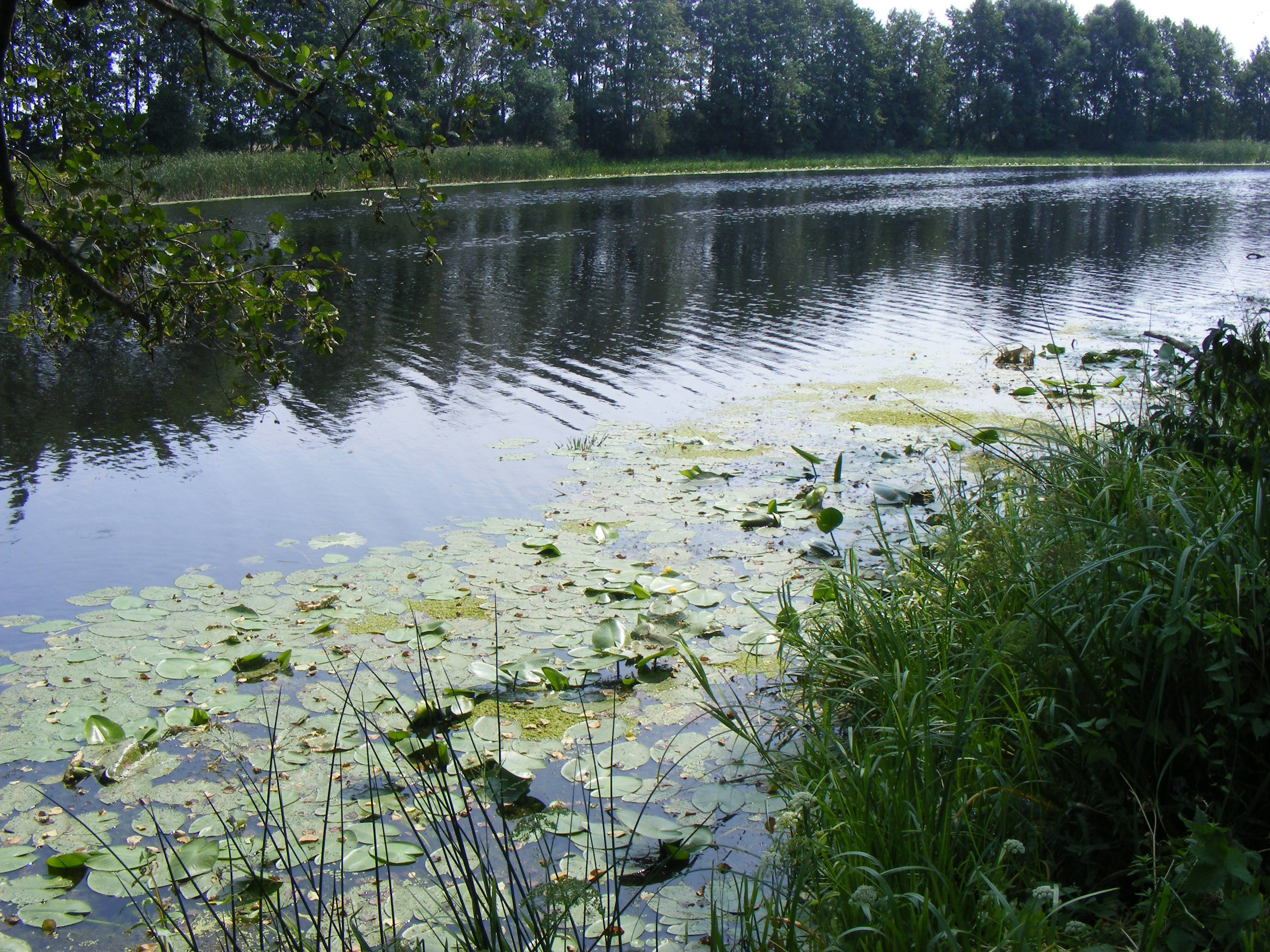
Трубин влітку
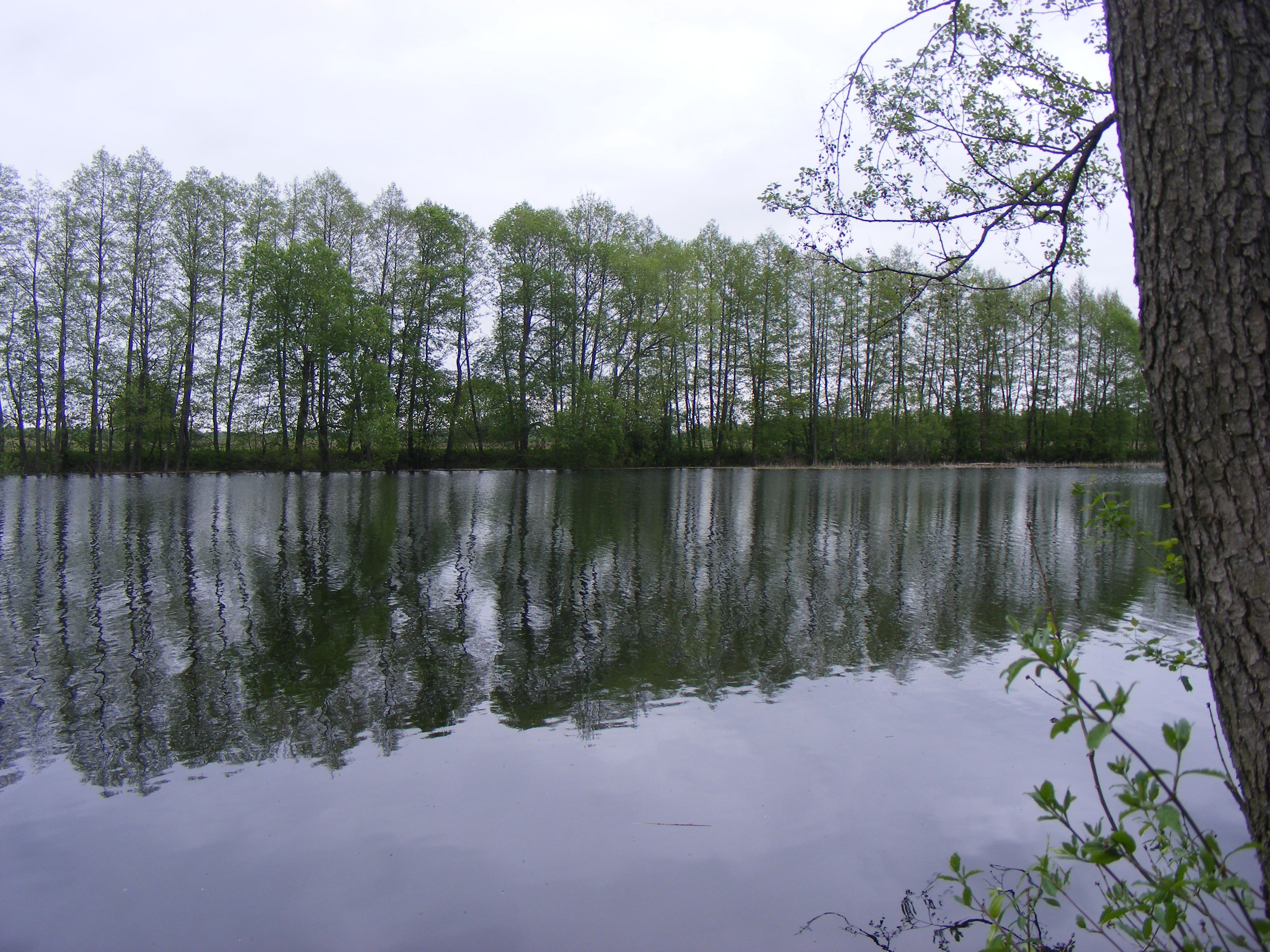
Оз.Трубин навесні
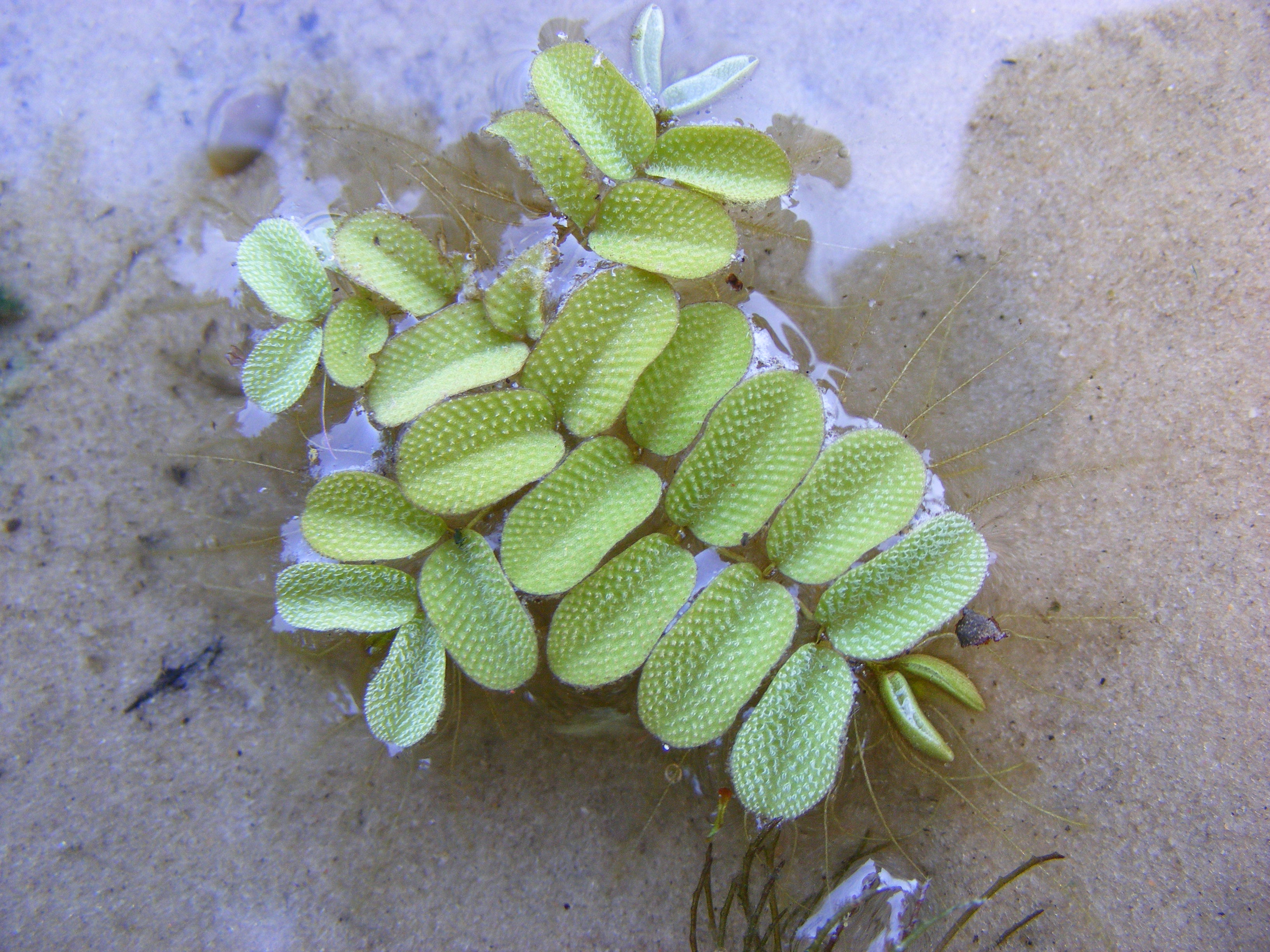
Сальвінія плаваюча. Озеро Трубин